# Dmitri Ustinov
 Dmitri Ustinov (în limba rusă:  Дмитрий Устинов)  (*30 octombrie 1908 Samara (Rusia) – †20 decembrie 1984), a fost Ministrul Apărării Uniunii Sovietice din anul 1976 până în ziua decesului.
Când în anul 1941 armata nazistă a invadat Uniunea Sovietică Ustinov avea 33 de ani.
Era inginer de construcții și director al Fabricii de armament "Bolșevic".
Stalin l-a numit Comisar al Poporului pentru Armament, dându-i sarcina să evacueze industria de armament din orașul asediat Leningrad la est de munții Ural. În această acțiune de amploare s-au evacuat peste 80 de unități de producție de armament cu 600.000 mii de lucrători în industria armamentului (muncitori, tehnicieni, ingineri).
După război, Ustinov a jucat rol crucial în programul de confiscare a programului german de fabricare a rachetelor și apoi începerea programului spațial sovietic.
1. 1 2 3 4  Marea Enciclopedie Rusă, accesat în 31 octombrie 2021
2. ↑  Dmitri Fjodorowitsch Ustinow, Brockhaus Enzyklopädie, accesat în 9 octombrie 2017
3. ↑  Dmitri Ustinov, Find a Grave, accesat în 9 octombrie 2017
4. ↑  Dmitrij F. Ustinow, Munzinger Personen, accesat în 9 octombrie 2017
5. ↑  Autoritatea BnF, accesat în 10 octombrie 2015